# Edgar Street
L'Edgar Street è uno stadio di calcio situato a Hereford, Inghilterra ed è stato l'impianto di casa dell'Hereford United F.C. dal 1924. È il più grande stadio di calcio nella contea dell'Herefordshire e si trova ai margini del centro della città di Hereford, adiacente al mercato del bestiame. Il nome dello stadio deriva direttamente dal nome della via dove si trova.
Lo stadio è costituito da quattro tribune con posti all'impiedi e posti a sedere ed è in gran parte rimasto invariato dopo l'ultima opera importante di riqualificazione che è stata completata nel 1974. Lo stadio divenne famoso per i problemi finanziari dell'Hereford United del decennio scorso, cosa che causò il controllo del terreno e il prestito alla società di £ 1.000.000 alla fine del 1990. Recentemente non è stata approvata una proposta di riqualificazione del suolo per la presenza di luoghi abitati nelle vicinanze di Edgar Street.